# Hrabstwo Decatur (Iowa)

Piramida wieku hrabstwa

Hrabstwo Decatur – hrabstwo położone w USA w stanie Iowa z siedzibą w mieście Leon. Założone w 1846 roku; nosi imię Stephena Decatura – bohatera wojny brytyjsko-amerykańskiej.

## Miasta
| - Davis City - Decatur City - Garden Grove | - Grand River - Lamoni - Leon | - Le Roy - Pleasanton - Van Wert | - Weldon |

## Gminy
| - Bloomington - Burrell - Center - Decatur - Eden - Fayette | - Franklin - Garden Grove - Grand River - Hamilton - High Point | - Long Creek - Morgan - New Buda - Richland - Woodland |

## Drogi główne
- Interstate 35
- U.S. Highway 69
- Iowa Highway 2

## Sąsiednie hrabstwa
- Hrabstwo Clarke
- Hrabstwo Wayne
- Hrabstwo Mercer
- Hrabstwo Harrison
- Hrabstwo Ringgold